# Picea breweriana
Il peccio di Brewer (Picea breweriana S.Watson, 1885) è una specie di peccio, appartenente alla famiglia delle Pinaceae, endemica di una ristretta area montana al confine tra California e Oregon, negli Stati Uniti.

## Etimologia
Il nome generico Picea, utilizzato già dai latini, potrebbe, secondo un'interpretazione etimologica, derivare da Pix picis = pece, in riferimento all'abbondante produzione di resina. Il nome specifico breweriana fu assegnato in onore di William Henry Brewer, botanico statunitense, che fu il primo a collezionare questa specie sui fianchi del Monte Shasta, nel 1863.

## Descrizione

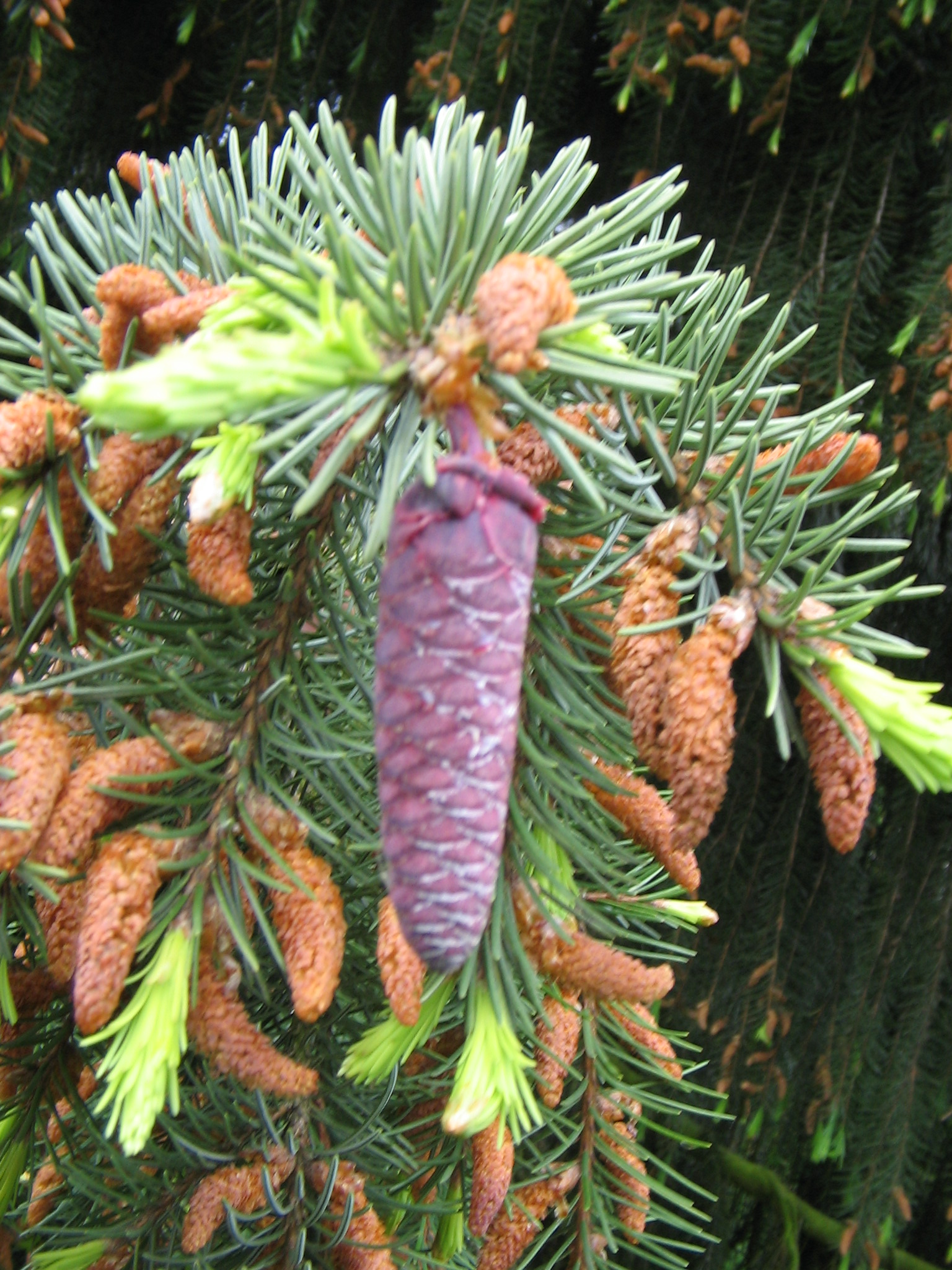
Strobili maschili e cono femminile

### Portamento
Albero alto fino a 40 m con unico tronco che può raggiungere 1,5 m di diametro, a chioma conica; i rami e i virgulti sono pendenti; questi sono allungati, snelli, ricoperti di fine peluria, e di colore grigio-marrone.

### Foglie
Le foglie sono aghiformi, piuttosto rigide, appiattite o con larga sezione triangolare, con punte smussate, di colore verde scuro nella pagina superiore, verde-bluastro nella pagina inferiore, lunghe 1,5-3 cm; hanno stomi solo inferiormente, disposti su parecchie bande. Le gemme vegetative sono lunghe 5-7 mm, con punte arrotondate, di colore grigio-marrone.

### Fiori
Sono strobili maschili marroni, lunghi 2-2,5 cm.

### Frutti
I coni femminili sono cilindrici, lunghi 6,5-12 cm, inizialmente color rosso-porpora scuro, poi rosso-marroni a maturazione. I macrosporofilli hanno forma a ventaglio, sono lunghi e larghi 15-20 mm, duri, con margine intero o leggermente eroso.

### Corteccia
La corteccia è inizialmente grigia, poi diventa marrone con gli anni.

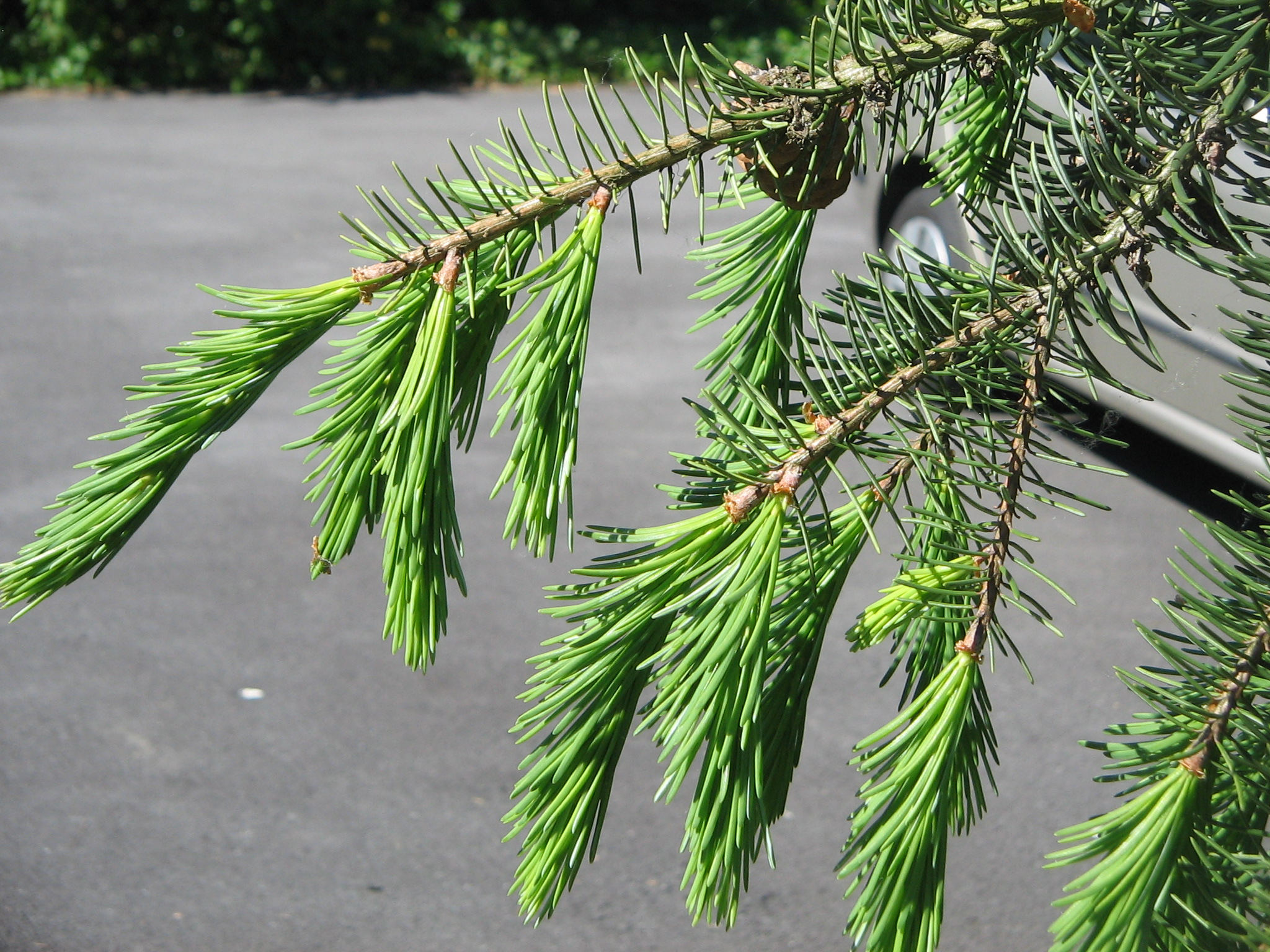
Virgulti
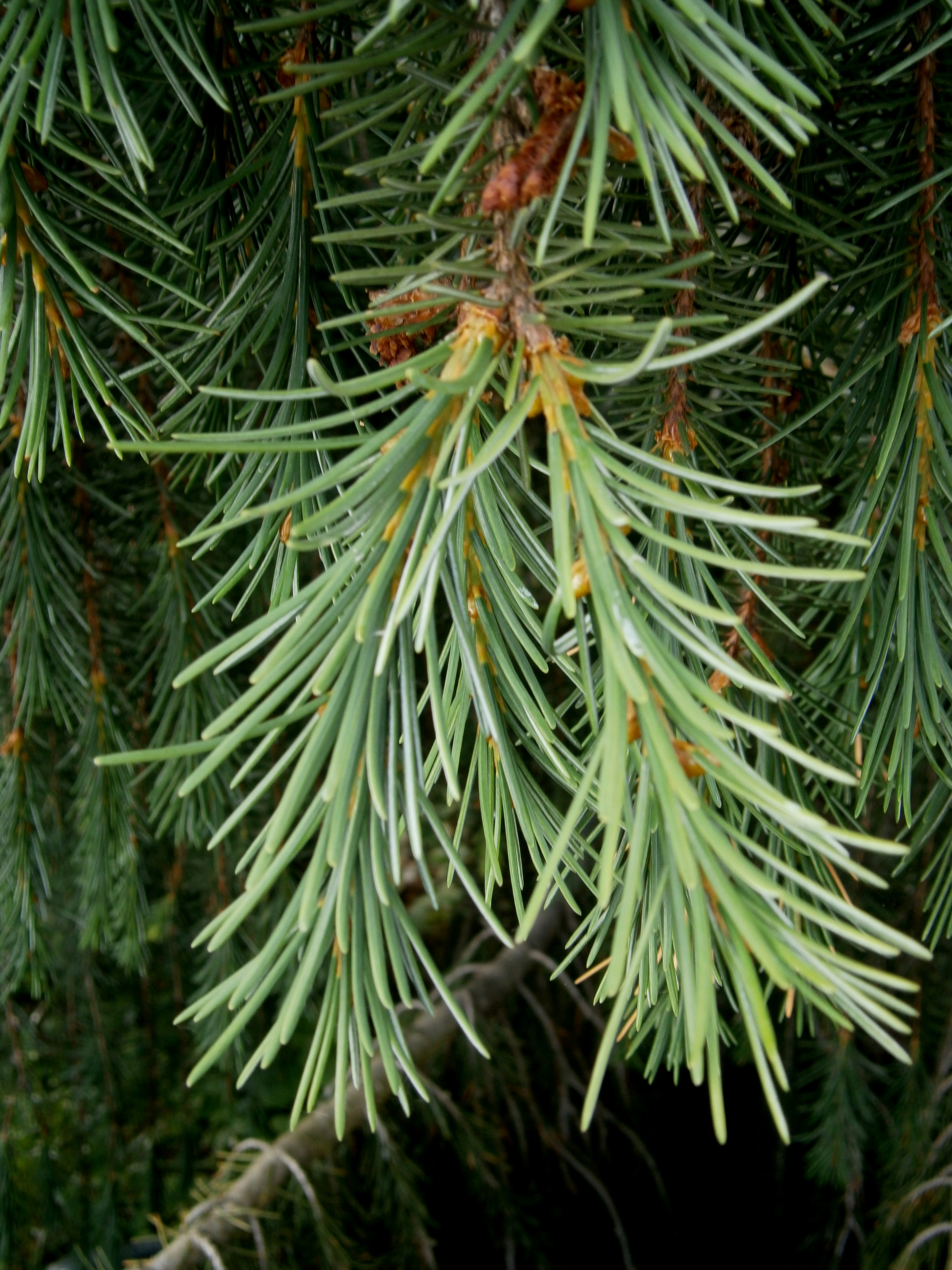
Aghi
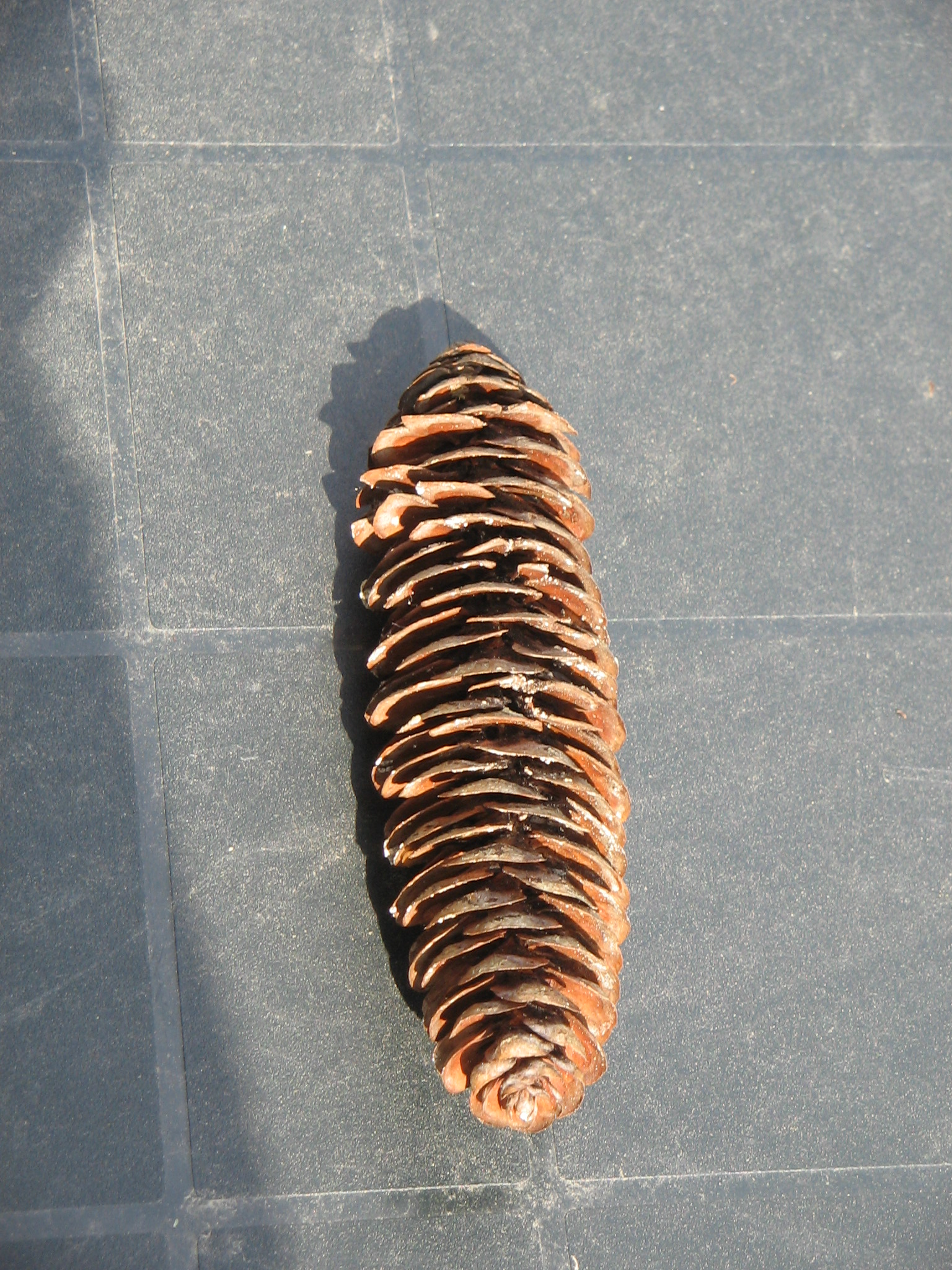
Cono maturo
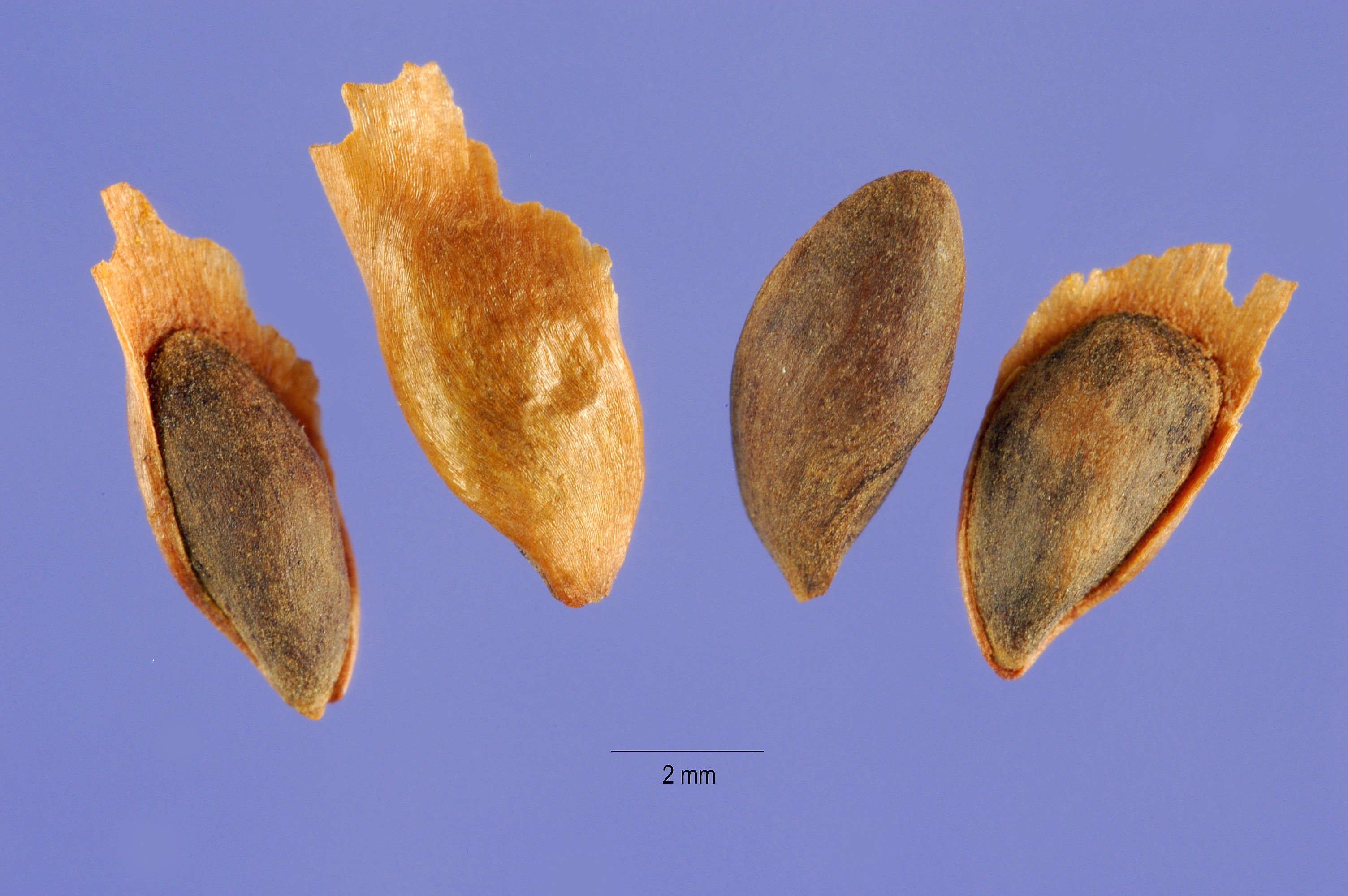
Semi
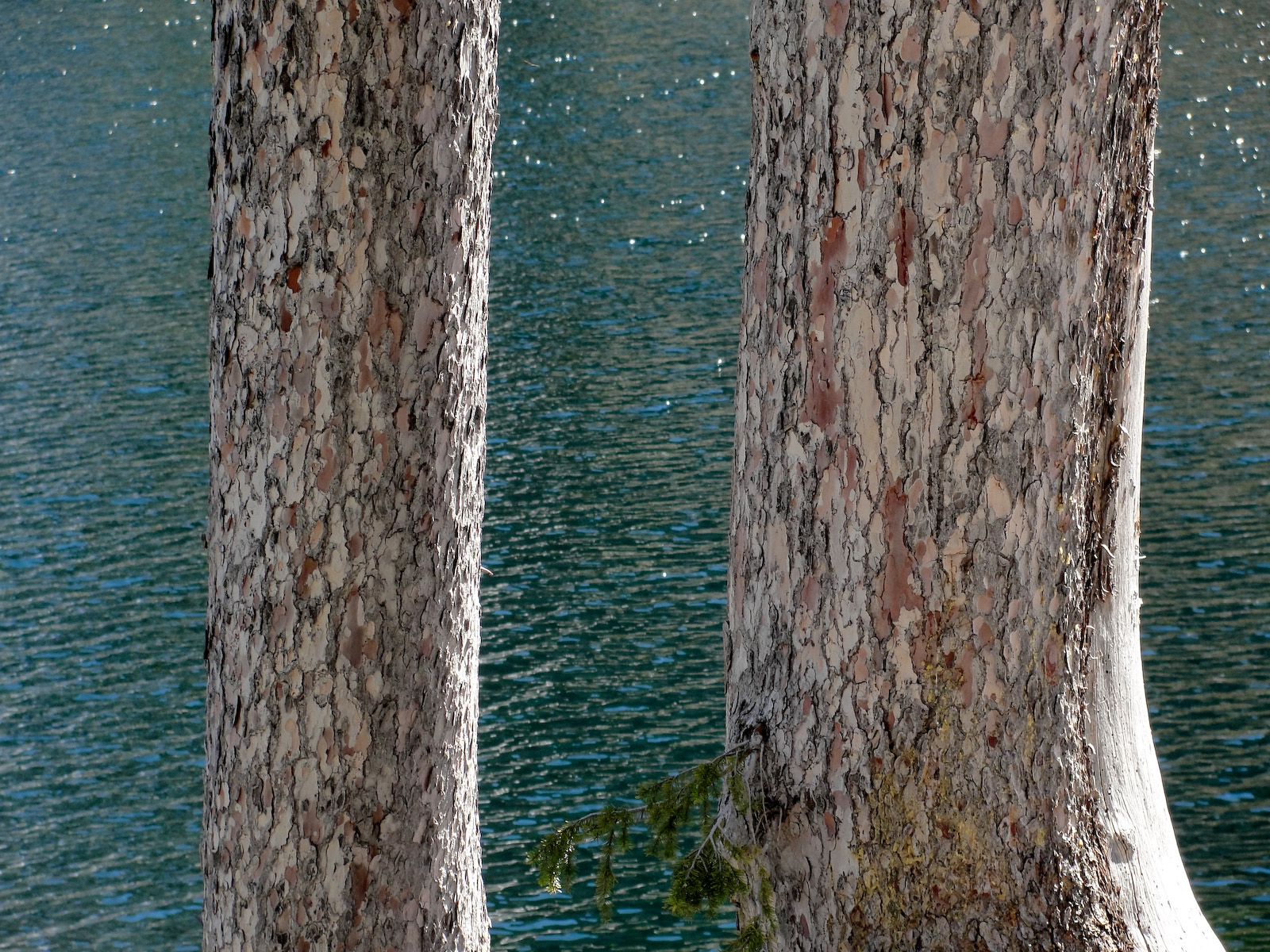
Corteccia
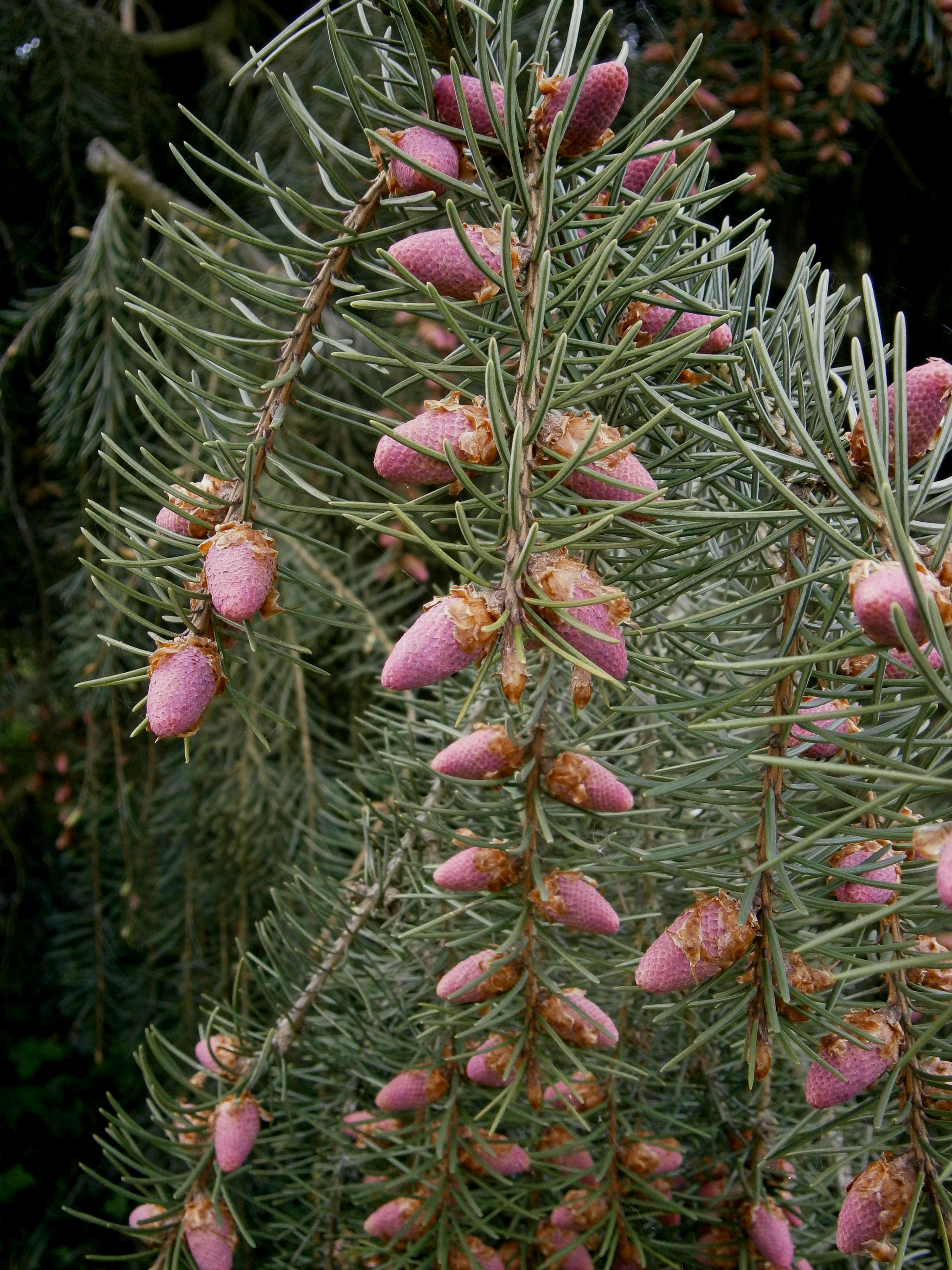
Strobili maschili

## Distribuzione e habitat
Il suo areale è limitato alle Klamath Mountains, alle Siskiyou Mountains e alle Trinity Mountains. Nonostante l'habitat sia ristretto e frammentato nelle dimensioni, il Peccio di Brewer è specie rustica e tollerante sia nei confronti delle condizioni climatiche, sia nei confronti della fertilità dei suoli.   
Vegeta in montagna ad altitudini comprese tra i 1160 e i 2290 m, prediligendo suoli di origine vulcanica, rocciosi; il clima dell'habitat è freddo e umido, con precipitazioni annue comprese tra i 1000 e i 2800 mm, caratterizzato da inverni nevosi ed estati calde e secche. É una specie tipica delle foreste miste, in associazione con una quindicina di conifere (le più comuni sono Pseudotsuga menziesii e Abies magnifica var. shastensis), specializzata nel colonizzare i suoli meno fertili, sopportando in questo modo la competizione.

## Tassonomia
Nonostante la condivisione dello stesso habitat e dello stesso territorio con P. engelmannii e P. sitchensis, non sono mai state osservate forme ibride o intermedie con P. breweriana; anche gli studi filogenetici ne hanno confermato la separazione genetica, suggerendo che il peccio di Brewer sia la specie di peccio più antica del nordamerica occidentale, relitto dell'era Terziaria.

## Usi
Il suo legno, di bassa qualità, non ha particolari utilizzi. In Europa questo peccio ha avuto un buon successo come albero ornamentale.

## Conservazione
Ha un areale primario di circa 775 km² e un areale secondario di circa 12000 km², e nelle 6-8 località dove vegeta è una specie abbastanza comune, anche se con segni di declino. I rischi maggiori per la conservazione della specie sono legati principalmente ai cambiamenti climatici e alla possibilità di incendi boschivi, che sono in grado di estinguerne una intera subpopolazione. Per questi motivi viene classificata come specie vulnerabile nella Lista rossa IUCN.